# Chiesa del Santissimo Nome di Gesù (Ceranesi)
La chiesa del Santissimo Nome di Gesù è un luogo di culto cattolico situato nella frazione di Geo, in via Santissimo Nome di Gesù, nel comune di Ceranesi nella città metropolitana di Genova. La chiesa è sede della parrocchia omonima del vicariato di Bolzaneto dell'arcidiocesi di Genova.

## Storia

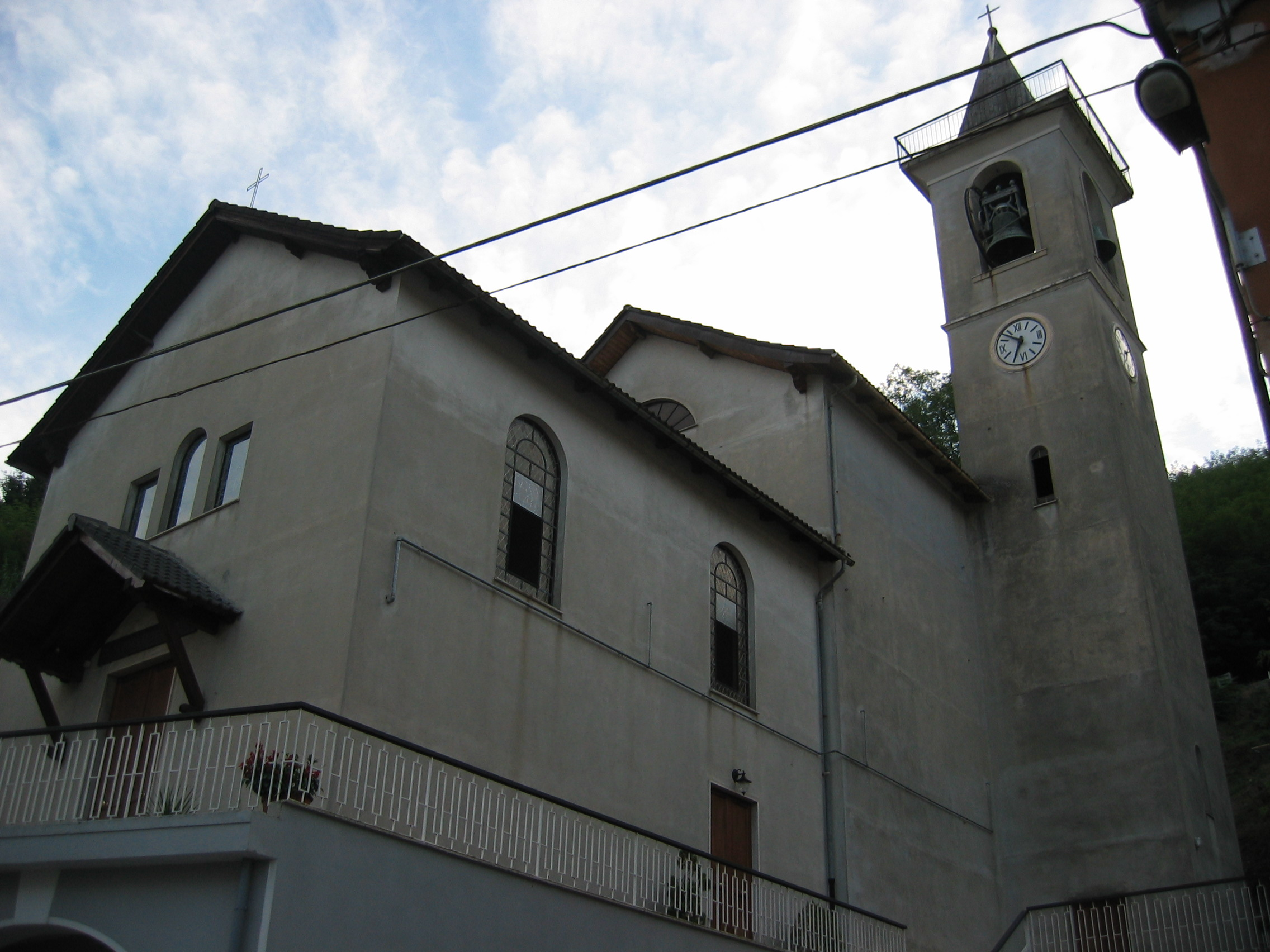
Particolare della struttura

La chiesa, edificata per iniziativa della serva di Dio Francesca Teresa Rossi, è situata presso la frazione di Geo e l'inizio dei lavori per la sua edificazione fu fissata al 19 agosto del 1923. Cinque anni dopo, il 28 marzo del 1928, ad opera già ultimata venne eretta in vicariato autonomo e dal 14 novembre 1936 col titolo di parrocchia.
Negli anni sessanta si attuarono lavori di ampliamento della struttura e il 4 agosto del 1963 l'allora arcivescovo di Genova Giuseppe Siri poté benedire ed inaugurare la nuova chiesa; il 24 settembre del 1967 s'inaugurò il nuovo campanile. Nuovi lavori di restauro in chiesa e nella canonica furono eseguiti nel 1979 e la consacrazione ufficiale avvenne il 26 giugno del 1982 ad opera del cardinale Giuseppe Siri.

## Descrizione

### Architettura
La chiesa del Santissimo Nome di Gesù poggia su un alto podio che, nella parte anteriore, si apre sull'esterno con un portico con tre arcate a tutto sesto poggianti su pilastri. La facciata della chiesa è a capanna. Interamente ricoperta d'intonaco, al centro si apre il portale, sormontato da una tettoia a doppio spiovente. Al di sopra della tettoia, vi è una trifora a serliana. Alla destra della chiesa, si eleva il campanile, coperto con una cuspide piramidale.
All'interno della chiesa, a navata unica con soffitto ligneo, è conservata una statua del Gesù Bambino, già di proprietà della Rossi, che viene esposta alla venerazione dei fedeli durante la solennità del Santissimo nome; il dipinto raffigurante anch'esso il Bambino Gesù è opera del pittore Antonio Maugeri che lo donò alla chiesa e benedetto il 19 gennaio 1986.

### Organo a canne
Sulla parete di controfacciata, sopra il portale, vi è l'organo a canne, costruito nel 2004 dalla ditta organaria Fratelli Marin.
Lo strumento, a trasmissione elettronica, è racchiuso all'interno di una cassa lignea in tre campi, con mostra composta da canne di principale con bocche a mitria. La consolle, mobile indipendente, ha due tastiere di 58 note ciascuna e pedaliera concavo-radiale di 30 note.